# محمد رأفت عثمان

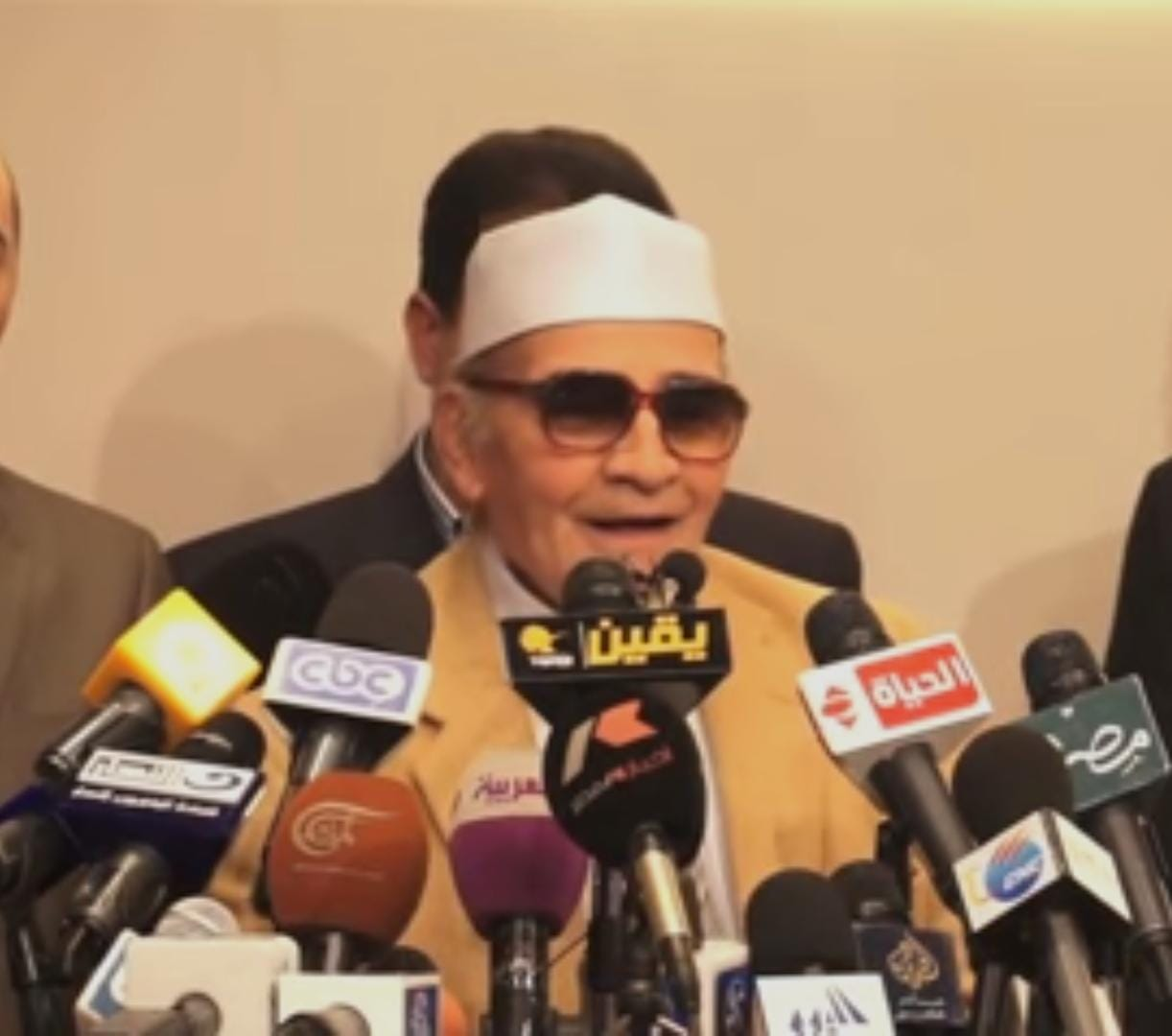
دكتور محمد رافت عثمان

محمد رأفت عثمان، أستاذ الفقه المقارن والعميد الأسبق لكليتي الشريعة والقانون بالقاهرة وطنطا، وعضو مجمع البحوث الإسلامية، ولد في 27 من شهر نوفمبر لعام 1935م.

## المؤهلات العلمية
1. الإجازة العالية (الليسانس) من كلية الشريعة والقانون بجامعة الأزهر عام 1961م
2. العالمية مع إجازة التدريس من كلية الدراسات العربية (اللغة العربية حاليا) عام 1963م
3. الماجستير في الفقه المقارن من كلية الشريعة والقانون بجامعة الأزهر عام 1967م
4. الدكتوراه في الفقه المقارن مع مرتبة الشرف الأولى من كلية الشريعة والقانون عام 1971م

## التدرج الوظيفي
1. مدرس بالمعاهد الأزهرية من 4-11-1963م إلى 8-3-1976م
2. معيد بقسم الفقه بكلية الشريعة والقانون من 3-4-1967م
3. مدرس بقسم الفقه المقارن بكلية الشريعة والقانون من 3-11-1972م
4. أستاذ مساعد بقسم الفقه المقارن بكلية الشريعة والقانون من 3-11-1977م
5. قام برئاسة قسم الفقه المقارن من 14-9-1981م
6. أستاذ بقسم الفقه المقارن بكلية الشريعة والقانون بالقاهرة من 4-5-1983م
7. عميد لكلية الشريعة والقانون بطنطا من 2-9-1989م لمدة ست سنوات
8. أستاذ ورئيس قسم الفقه المقارن بكلية الشريعة والقانون بالقاهرة من 1995م
9. عميد كلية الشريعة والقانون بالقاهرة.

## الكتب والبحوث المنشورة باللغة العربية، مع بيان تاريخ النشر
1. رياسة الدولة في الفقه الإسلامي - دراسة مقارنة؛ الطبعة الأولى سنة 1975م، الناشر: دار الكتاب الجامعي بالقاهرة، والطبعة الثانية 1986م دار القلم بدبي.
2. العلاقات الدولية في الإسلام، الطبعة الأولى 1974م دار الكتاب الجامعي، والطبعة الثانية 1975م دار الكتاب الجامعي، والطبعة الثالثة 1983م دار اقرأ ببيروت، والطبعة الرابعة 1991م دار الضياء بالقاهرة.
3. عقد الزواج، أركانه وشروط صحته في الفقه الإسلامي - دراسة مقارنة، الطبعة الأولى 1977م، الناشر: دار الكتاب الجامعي بالقاهرة.
4. الحقوق الزوجية المشتركة في الفقه الإسلامي - دراسة مقارنة، الطبعة الأولى 1980م، الناشر: دار الكتاب الجامعي.
5. الاستمتاع بين الزوجين في الصوم والاعتكاف والحج - دراسة مقارنة، الطبعة الأولى 1980م الناشر: دار الكتاب الجامعي.
6. الحج والعمرة - دراسة مقارنة في الفقه الإسلامي، الطبعة الأولى 1980م الناشر: دار الكتاب الجامعي.
7. سلطة القاضي في التفريق بين الزوجين بالأمور التي تمنع الاستمتاع - دراسة مقارنة، الطبعة الأولى 1981م الناشر: دار الكتاب الجامعي، ودار الأنصار بالقاهرة.
8. مهر الزوجة وما يتصل به من قضايا في الفقه الإسلامي - دراسة مقارنة، الطبعة الأولى 1982م الناشر: دار الكتاب الجامعي.
9. فقه النساء في الخطبة والزواج، الطبعة الأولى 1984م، الناشر: دار الاعتصام بالقاهرة ودار الفضيلة بدبي والقاهرة.
10. عقد البيع في الشريعة الإسلامية: أركانه وشروط صحته، الطبعة الأولى 1980م، الناشر: دار الكتاب الجامعي بالقاهرة.
11. النظريات العامة في الفقه الإسلامي - نظرية الحق، الطبعة الأولى 1986م، الناشر: دار القلم بدبي بدولة الإمارات العربية المتحدة.
12. فقه المواريث في الشريعة الإسلامية، بالاشتراك، الطبعة الأولى سنة 1987م، الناشر: دار القلم بدبي بدولة الإمارات العربية المتحدة.
13. القضايا الثلاث، الطبعة الأولى سنة 1989م، الناشر: دار الفضيلة بالقاهرة، ودبي بدولة الإمارات العربية المتحدة.
14. النظام القضائي في الفقه الإسلامي، الطبعة الأولى سنة 1989م، الناشر: مكتبة الفلاح بالكويت، الطبعة الثانية سنة 1994م، الناشر: دار البيان بالقاهرة، الطبعة الثالثة سنة 1996م، الناشر: دار البيان بالقاهرة، الطبعة الرابعة سنة 1996م، الناشر: مطبعة الإخوة الأشقاء بالقاهرة.
15. زكاة حلي النساء والأواني والتحف الذهبية والفضية بحث في الفقه الإسلامي المقارن، منشور بمجلة كلية الشريعة والقانون بجامعة الإمارات العربية المتحدة، العدد الأول.
16. الزكاة في مال الصبي والمجنون، بحث في الفقه الإسلامي المقارن، الطبعة الأولى سنة 1989م، الناشر: مكتبة الفلاح بالكويت.
17. رؤية هلال رمضان في بعض البلاد دون الآخر - بحث في الفقه الإسلامي المقارن، الطبعة الأولى سنة 1989م، الناشر: مكتبة الفلاح بالكويت.
18. حكم الاستعانة بغير المسلمين في الحرب، بحث اشترك به في المؤتمر الإسلامي العالمي لمناقشة أوضاع في الخليج، المنعقد بمكة المكرمة في شهر سبتمبر سنة 1990م.
19. المبادئ العامة للإدارة في الإسلام، بحث اشترك به في ندوة الإدارة في الإسلام، المنعقدة في مركز صالح كامل الاقتصادي بجامعة الأزهر في سنة 1990م.
20. الإمام الشافعي أول واضع لعلم أصول الفقه، بحث اشترك به في المؤتمر العالمي الذي أقامته المنظمة الإسلامية للتربية والعلوم والثقافة إيسيسكو بالتعاون مع الجامعة الإسلامية العالمية بماليزيا عن الإمام الشافعي في كوالا لامبور سنة 1990م احتفاء بذكرى مرور اثنا عشر قرنا على وفاته.
21. الأحكام الدينية لوسائل تنظيم الأسرة، بحث اشترك به في المؤتمر الدولي عن الضوابط والأخلاقيات في بحوث التكاثر البشري في العالم الإسلامي، المنعقد في المركز الدولي الإسلامي للدراسات والبحوث السكانية بجامعة الأزهر في ديسمبر 1991م.
22. حقوق الطفل والأم في الإسلام، بحث اشترك به في الندوة المنعقدة في داكار عاصمة السنغال، عن الإسلام وتباعد فترات الحمل، في أغسطس 1992م.
23. المرأة والعمل في ضوء الفقه الإسلامي، بحث اشترك به في مؤتمر: المرأة والتنمية، الذي عقدته جامعة الأزهر بالاشتراك مع وزارة الأوقاف المصرية سنة 1992م.
24. أهم أبعاد أزمة الخليج الدينية والاجتماعية والاقتصادية، بحث اشترك به في مؤتمر الإسلام وتحديات الحاضر والمستقبل الذي أقامته جامعة الزقازيق في 17 من شهر أكتوبر سنة 1992م إلى 19 من نفس الشهر.
25. الربا وبعض المعاملات المصرفية، أحد البحوث التي قدمها ورُقي بها إلى وظيفة أستاذ في الفقه المقارن.
26. موارد الدولة ونفقاتها، بحث اشترك به في حلقة النقاش التي أقامتها اللجنة الاستشارية العليا للعمل على استكمال تطبيق الشريعة بالكويت من 6 - 8 فبراير 1993م.
27. الإجهاض من وجهة نظر إسلامية، بحث اشترك به في الندوة التي أقامتها جامعة قطر بالدوحة عن الانعكاسات الأخلاقية للأبحاث المتقدمة في علم الوراثة في الفترة من 13 - 15 فبراير سنة 1993م، والطبعة الأولى : دار القومية العربية للثقافة والنشر 1995م.
28. النواحي الشرعية لممارسات طبيب التكاثر البشري، بحث اشترك به في المؤتمر الدولي، الذي نظمته الجمعية المصرية لأمراض الذكورة بعنوان جوانب الالتزام القانوني للطبيب الأخصائي ومرضى الأمراض التناسلية والعقم المنعقد بالقاهرة في الفترة من 27 - 29 من إبريل سنة 1993م.
29. الرعاية النفسية والاجتماعية والتربوية لأسر الشهداء، والأسرى المفقودين بحث اشترك به في الحلقة لدراسية الثالثة المنعقدة بالكويت بالديوان الأميري - مكتب الإنماء الاجتماعي في الفترة من 1 - 3 من مايو 1993م.
30. التقويم رؤية حضارية، بحث اشترك به في الندوة العلمية عن التقويم وأزمة الهوية التي أقامها المركز العربي الدولي للترجمة والنشر بالقاهرة سنة 1994م.
31. زكاة عروض التجارة - بحث اشترك به في الندوة السادسة لقضايا الزكاة المنعقدة في الشارقة بدولة الإمارات، في الفترة من 2 إلى 4 إبريل سنة 1996م.
32. ملائمة الإسلام لكل العصور، بحث اشترك به في المؤتمر العالمي عن الإسلام والقرن الواحد والعشرين الذي عقدته جامعة ليدن بهولندا في الفترة من 3 إلى 7 يونيو 1996م.
33. صحة الأم والطفل من الناحية الشرعية، بحث اشترك به في المؤتمر الدولي الطبي الرابع الذي أقامته كلية طب بنات الأزهر في فندق ميرديان هليوبوليس بالقاهرة في الفترة من 25 إلى 27 مارس 1997م.
34. الوقاية من مرض الإيدز من منظور إسلامي، بحث قدمه للمؤتمر القومي لمكافحة الإيدز الذي عقدته وزارة الصحة المصرية بالاشتراك مع اليونيسيف بالقاهرة في 29 ، 30 أبريل 1997م.
35. الاستنساخ في ضوء الفقه الإسلامي، بحث اشترك به في الندوة العلمية التي أقامتها جامعة جنوب الوادي بمصر بالاشتراك مع جمعية الإعجاز العلمي للقرآن الكريم عن مستجدات تكنولوجيا الإنجاب في 4 ، 5 مايو 1997م، ونشره المجلس الأعلى للشئون الإسلامية بمصر في سلسلة دراسات إسلامية 1998م.
36. الشورى والديمقراطية الغربية، بحث اشترك به في المؤتمر الدولي عن الشورى والديمقراطية الذي عقدته جامعة الأزهر الشريف بالاشتراك مع المركز العالمي لأبحاث ودراسات الكتاب الأبيض بليبيا، في القاهرة، في الفترة من 23 إلى 25 مايو 1997م.
37. مقارنة المذاهب الإسلامية في ما يتصل بالطهارة من قضايا، الطبعة الأولى، الناشر: مطبعة الإخوة الأشقاء سنة 1997م.
38. الوقف وأثره في التنمية، بحث اشترك به في ندوة الوقف الإسلامي في جامعة الإمارات من 6 إلى 7 ديسمبر 1997م.
39. زكاة الزروع والثمار، بحث اشترك به في الندوة الثامنة لقضايا الزكاة المعاصرة التي أقامتها الهيئة الشرعية العالمية للزكاة بالكويت في الفترة من 2 إلى 23 من شهر إبريل 1998م بالدوحة عاصمة دولة قطر.
40. نظرة فقهية في الأمراض التي يجب أن يكون الاختبار الوراثي فيها إجباريا، بحث اشترك به في الندوة الفقهية الطبية عن الوراثة والهندسة الوراثية والجينوم البشري والعلاج الجيني التي أقامتها المنظمة الإسلامية للعلوم الطبية بالكويت في الفترة من 13 - 15 أكتوبر 1998م.
41. الإنجاب وتنظيم الأسرة من منظور إسلامي، بحث اشترك به في المؤتمر الأول عن الأسرة الخليجية بين متطلبات الحاضر، وتحديات المستقبل، الذي عقدته مؤسسة صندوق الزواج بأبو ظبي من 27 - 29 أكتوبر 1998م.
42. أهمية الاجتهاد ومشروعية تعدد الرأي وحوار الاختلاف في المذاهب وحدوده، بحث اشترك به في الندوة التي نظمتها مؤسسة الخوئي بلندن والتي أقيمت في دمشق في الفترة من 10 - 12 أبريل 1999م حول الاجتماع الدولي لوضع إستراتيجية مشتركة للتقريب بين المذاهب الإسلامية.
43. شراء البيوت للسكن من البنوك بالفائدة، بحث اشترك به في المؤتمر الفقهي الأول الذي أقامته رابطة علماء الشريعة في أمريكا الشمالية في الفترة من 22 - 29 نوفمبر 1999م في مدينة دوترويت بولاية ميتشيجان بالولايات المتحدة الأمريكية.

## الاشتراك في المؤتمرات بالمناقشة والتعليق على البحوث
1. الاشتراك في مناقشة البحوث والتعليق عليها في المؤتمر الثالث للمصرف الإسلامي، المنعقد بإمارة دبي عام 1985م.
2. الاشتراك في مناقشة البحوث، والتعليق عليها في المؤتمر العالمي عن الإسلام والسياسة السكانية، المنعقد في جاكرتا عام 1990م.
3. الاشتراك في مناقشة البحوث، والتعليق عليها في المؤتمر الرابع لتطوير الدراسات العليا بكليات الحقوق، المنعقد في المنصورة علم 1992م.
4. الاشتراك في مناقشة البحوث، والتعليق عليها في الندوة الثالثة لقضايا الزكاة المعاصرة، المنعقدة بالكويت في الفترة من 2 - 3 ديسمبر 1992م.
5. الاشتراك في مناقشة البحوث، والتعليق عليها في الندوة الرابعة لقضايا الزكاة المعاصرة المنعقدة في المنامة عاصمة البحرين في الفترة من 29 - 31 مارس 1994م.
6. الاشتراك في مناقشة البحوث، والتعليق عليها، في الندوة الخامسة لقضايا الزكاة المعاصرة المنعقدة في بيروت في الفترة من 18 - 20 أبريل 1995م.
7. الاشتراك في مناقشة البحوث، والتعليق عليها، في الندوة السادسة لقضايا الزكاة المعاصرة في إمارة الشارقة بدولة الإمارات العربية المتحدة، في الفترة من 2 - 4 أبريل 1996م.
8. الاشتراك في مناقشة البحوث والتعليق عليها، في مؤتمر الإنسان المصري وتحديات القرن القادم المنعقد بالإسكندرية في الفترة من 27 - 29 أغسطس 1996م.
9. الاشتراك في مناقشة البحوث، والتعليق عليها، في الندوة السابعة لقضايا الزكاة المعاصرة المنعقدة في الكويت في الفترة من 29 إبريل إلى أول مايو 1997م.
10. الاشتراك في البحوث، والتعليق عليها، في المؤتمر الدولي للدراسات الإسلامية عند غير العرب، الذي عقدته جامعة الأزهر بالاشتراك مع رابطة الجامعات الإسلامية، في الفترة من 20 - 22 مايو 1997م بالقاهرة.
11. الاشتراك في مناقشة البحوث والتعليق عليها في الندوة التاسعة لقضايا الزكاة المعاصرة المنعقدة في الكويت في الفترة من 12 - 15 إبريل سنة 1999م.
12. الاشتراك في المؤتمر السنوي السابع الذي أقامه المركز الثقافي الإسلامي بشمال هدسون بولاية نيو جيرسي الأمريكية، في الفترة من 26 إلى 28 نوفمبر 1999م، بمحاضرة عن المنهج القرآني في تشكيل المجتمع

## الإشراف على رسائل الماجستير والدكتوراه، ومناقشتها
أشرف، وناقش ما يزيد على ثلاثين رسالة للماجستير، والدكتوراه، في جامعات: الأزهر، والقاهرة، والزقازيق، ومعهد الدراسات الإسلامية، وجامعة أم القرى بمكة المكرمة.

## عضوية اللجان العلمية
1. مقرر اللجنة العليا الدائمة لترقية الأساتذة في الفقه المقارن بجامعة الأزهر، وقد قام بفحص وتقويم النتاج العلمي لعدد كبير من طلاب الترقية إلى درجات أعلى من أعضاء هيئات التدريس في جامعات مصر وغيرها من الجامعات العربية.
2. عضو لجنة المعادلات بكلية الشريعة والقانون بجامعة الأزهر بالقاهرة.
3. عضو لجنة التشريعات الاقتصادية بمركز صالح كامل للاقتصاد الإسلامي.

## النشاط العلمي العام
1. عضو مجمع البحوث الإسلامية.
2. عضو بالمجلس الأعلى للشئون الإسلامية بمصر.
3. عضو مجلس إدارة مركز صالح كامل للاقتصاد الإسلامي بجامعة الأزهر.
4. عضو مؤسس بجمعية الخصوبة والعقم بمصر.
5. عضو مجموعة العمل الحكومية المؤقتة المقرر تشكيلها وفقاً لقرار مؤتمر القمة الإسلامي بشأن المرأة ودورها في تنمية المجتمع الإسلامي.

## النشاط الإعلامي
يكتب في الصحف المصرية والعربية، في الأخبار والأهرام، والجمهورية، واللواء الإسلامي، وعقيدتي، والرأي العام، والاتحاد، والمسلمون، والأنباء، في الموضوعات الفقهية، والاجتماعية، التي تحتاج إلى بيان الأحكام الإسلامية فيها، ويسهم بأحاديثه الدينية في الإذاعة، وتلفزيون جمهورية مصر العربية، وغيرها من الدول العربية.
رشحته جامعة الأزهر الشريف مرتين لجائزة الدولة التقديرية لعام 1995م - ولعام 1997م. واختاره مركز الدراسات السياسية والاستراتيجية التابع لمؤسسة صحيفة الأهرام، في تقريره عن الحالة الدينية في مصر، الصادر عام 1998م، أحد أربعة مجددين، كانوا أساتذة، أو تخرجوا من كلية الشريعة، بجامعة الأزهر الشريف.

## وفاته
رحل الفقيه الكبير الدكتور محمد رأفت عثمان، أستاذ الفقه المقارن، عضو هيئة كبار العلماء بالأزهر الشريف، ومجمع البحوث الإسلامية، عن عمرٍ ناهز 81 عامًا يوم 25 ديسمبر 2016